# Thomas Round
Thomas Round, född 18 oktober 1915 i Barrow-in-Furness i Cumbria, död 2 oktober 2016 i Bolton-le-Sands i Lancashire, var en brittisk operasångare (tenor) och skådespelare. Round är mest känd för sina framträdanden i tenorroller i Savoyoperor och i Grand opéra.
Round började arbeta som snickare och sedan som polis. Under andra världskriget tjänstgjorde han i Storbritanniens flygvapen, efter utbildning i Texas blev han senare flyginstruktör för USA:s flygvapen, men var även verksam med att sjunga i kyrkor. Han sjöng ledande tenorroller i Gilbert och Sullivans operor för D'Oyly Carte Opera Company från 1946 till 1949. Han sjöng sedan under sex år opera och operett vid Sadlers Wells Opera. Mellan 1958 och 1964 var Round åter främst verksam vid D'Oyly Carte. 1963 var han med och grundade en ny ensemble, Gilbert and Sullivan for All, med vilken han turnerade under de kommande två decennierna, både som sångare och regissör. Han gav också konserter som sändes i radio och TV, och gjorde flera skivinspelningar.
Thomas Round levde i Bolton-le-Sands och avled där, två veckor innan han skulle ha fyllt 101 år.